# Trajanova vrata
Trajanova vrata (bolgarsko Траянови врата, Trajanovi vrata) so zgodovinski gorski prelaz v bližini Ihtimana, Bolgarija. Ime je dobi po rimskem cesarju Trajanu, ki je dal na vzpetini  nad prelazom zgraditi trdnjavo Stipon. Prelaz je simbolična meja med pokrajinama Trakijo in Makedonijo.
Prelaz je znan predvsem po veliki bitki 17. avgusta 986, v kateri je bolgarska vojska carja Samuila popolnoma uničila bizantinsko vojsko cesarja Bazilija II.. 
Naziv Trajanova vrata ima tudi sodobni predor na trakijski avtocesti, zgrajen v neposredni bližini prelaza in 55 km od Sofije.
Po prelazu v Bolgariji se imenuje tudi sedlo na Grahamovi zemlji na Antarktiki.

## Vira
- Norwich, John Juluis (1998). A Short History of Byzantium. Vintage. ISBN 978-0-679-77269-9.
- Dimitrov, Božidar (23. avgust 2004). При Самуил стигаме до Коринт и Далмация (Ko je Samuel prišel do Korinta in Dalmacije). Standart.